# 배양초등학교 (충남)
배양초등학교는 대한민국 충청남도 홍성군에 있는 공립 초등학교이다.

## 학교 연혁
- 1964년 11월 10일 금마국민학교 죽림분교장으로 개교
- 1966년 3월 4일 배양국민학교로 개칭
- 1984년 3월 7일 배양국민학교병설유치원 개원
- 1991년 4월 30일 농촌형 학교급식 실시
- 1995년 12월 5일 수월성교육 최우수교 수상
- 1996년 3월 1일 배양초등학교로 교명 변경
- 1999년 12월 30일 학교경영 우수교 수상
- 2009년 12월 16일 방과후학교 우수교 수상
- 2000년 12월 29일 과학·체육분야 최우수교 수상
- 2000년 12월 30일 2000학년도 교육 계획 우수교 수상
- 2002년 11월 2일 정보화영역 군지정 시범학교 보고회
- 2004년 10월 27일 특기·적성교육 도지정 시범학교 보고회
- 2007년 9월 20일 미술 실기 교육 우수교 수상
- 2007년 12월 27일 교육활동 종합 우수교 수상
- 2008년 12월 1일 국어과 군지정 연구시범학교 운영보고회
- 2009년 3월 1일 교원능력개발평가 도지정 선도시범학교 운영
- 2010년 2월 8일 교육활동 종합 우수교 수상
- 2011년 12월 29일 창의인성교육 우수교 수상
- 2013년 5월 8일 계획단계 학교교육과정 평가 교육장 표창
- 2013년 9월 27일 충남 100대 교육과정 우수학교 공모 교육장 표창
- 2013년 12월 31일 교원능력개발평가 학부모 참여부문 교육장 표창
- 2014년 2월 18일 제46회 졸업(총 3025명)
- 2014년 3월 1일 창의경영학교 및 도지정연구학교 운영
- 2015년 2월 13일 제47회 졸업(3035명)
- 2015년 3월 1일 7학급 69명(특수학급 1학급 5명 포함), 유치원 1학급

## 참고 자료
- 배양초등학교 - 한국교육학술정보원 학교알리미